# さんふらわあ さっぽろ

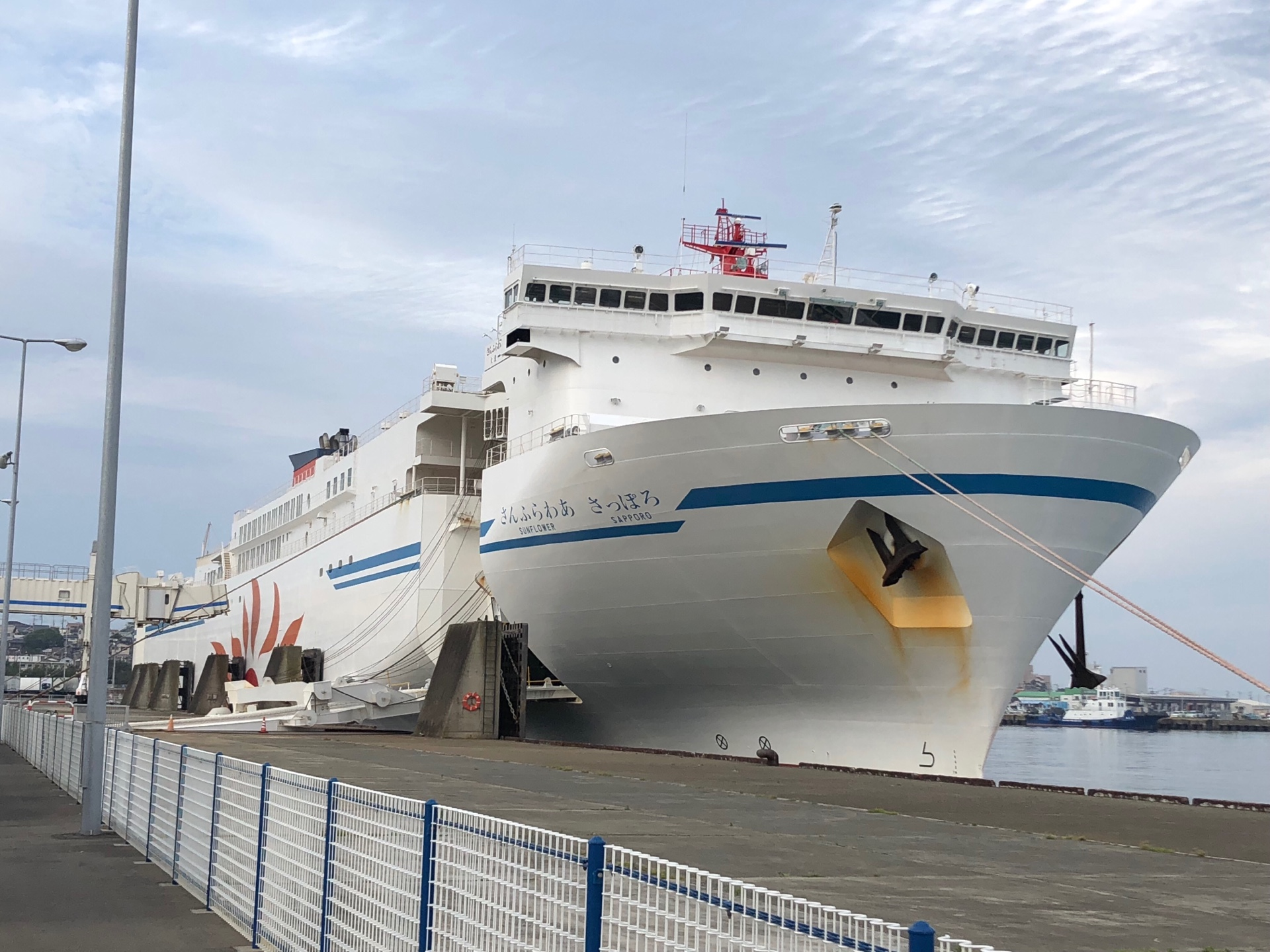
さんふらわあ さっぽろ(3代目)
（2018年5月12日、茨城港大洗港区停泊中）

さんふらわあ さっぽろは、商船三井さんふらわあが運航するフェリー。本項では、2017年就航の3代目を取り扱う。

## 概要
さんふらわあ さっぽろ (2代)の代船としてジャパン マリンユナイテッド横浜事業所磯子工場で建造。大洗 - 苫小牧航路の夕方便に就航し、2017年10月25日の苫小牧発便より運航を開始した。
当初8月28日就航予定とされていたが7月に建造上の理由により秋頃に延期とされ、その後10月24日を就航日に再設定し、台風21号に伴う運航見合わせのためさらにずれ込む形となった。
その後初運航後の10月26日に大洗港での機関点検において主機周辺部分の一部に不具合が確認され、JMU磯子工場での入渠点検のため2018年2月19日まで運休し2月20日大洗発より運航を再開。

### 就航航路
- 大洗港 - 苫小牧港（苫小牧西港フェリーターミナル）

前船と同様に夕方便に就航する。

## 設計
さんふらわあ ふらの（2代）の同型船である。

## 船内
さんふらわあ ふらの（2代）の同型船である。
プライバシーをより重視した客室構成とされ、定員の約半分が個室となったほか、コンフォートとして階段式のカプセル寝台が導入された。スイートとプレミアムへの専用バルコニーの設置、スーペリアへのシャワー・トイレの設置など客室設備の充実も図られている。船内はバリアフリー対応となっており、エレベーター設備が強化され、バリアフリー対応客室が設けられた。
船室
| クラス                  | 部屋数              | 定員  | 設備                                                                              |
| ----------------------- | ------------------- | ----- | --------------------------------------------------------------------------------- |
| スイート                | 2-3名×1室           | 3名   | 専用バルコニー、バス、トイレ、テレビ                                              |
| プレミアム              | 2-3名×20室          | 60名  | 専用バルコニー、バス、トイレ、テレビ、バリアフリータイプ1室（専用バルコニーなし） |
| スーペリア              | 2-3名×50室 4名×18室 | 222名 | シャワー、トイレ、テレビ                                                          |
| スーペリア ウィズペット | 2-4名×2室           | 8名   | シャワー、トイレ、テレビ、ドッグラン                                              |
| コンフォート            | 32名×5室 20名×1室   | 180名 | テレビ付きカプセル寝台、テレビ、荷物スペース                                      |
| ツーリスト              | 25名×1室 11名×2室   | 47名  | 仕切りカーテン、荷物棚                                                            |
| ドライバールーム        | 1名×70室            | 70名  | テレビ、机、椅子                                                                  |

7階
- 展望デッキ
- スイート（1室）
- プレミアム（通常洋室×19室・バリアフリー洋室×1室）

6階
- 展望デッキ
- レストラン
- ゲームコーナー
- スーペリア（和室13室・洋室34室）
- スーペリア ウィズペット（2名×3室）

5階
- 案内所
- ショップ
- プロムナード（5・6階吹き抜け）
- 展望浴室
- 展望デッキ
- ドッグラン
- 婦人パウダールーム
- キッズランド
- スーペリア（和洋室18室）
- スーペリアウィズペット（4名×2室）
- コンフォート（32名×5室・20名×1室）
- ツーリスト（25名×1室・11名×2室）